# نورتام، استرالیای غربی
نورتام (به انگلیسی: Northam) یک شهرک در استرالیا است که در استرالیای غربی واقع شده‌است.